# Eva Jähnigen

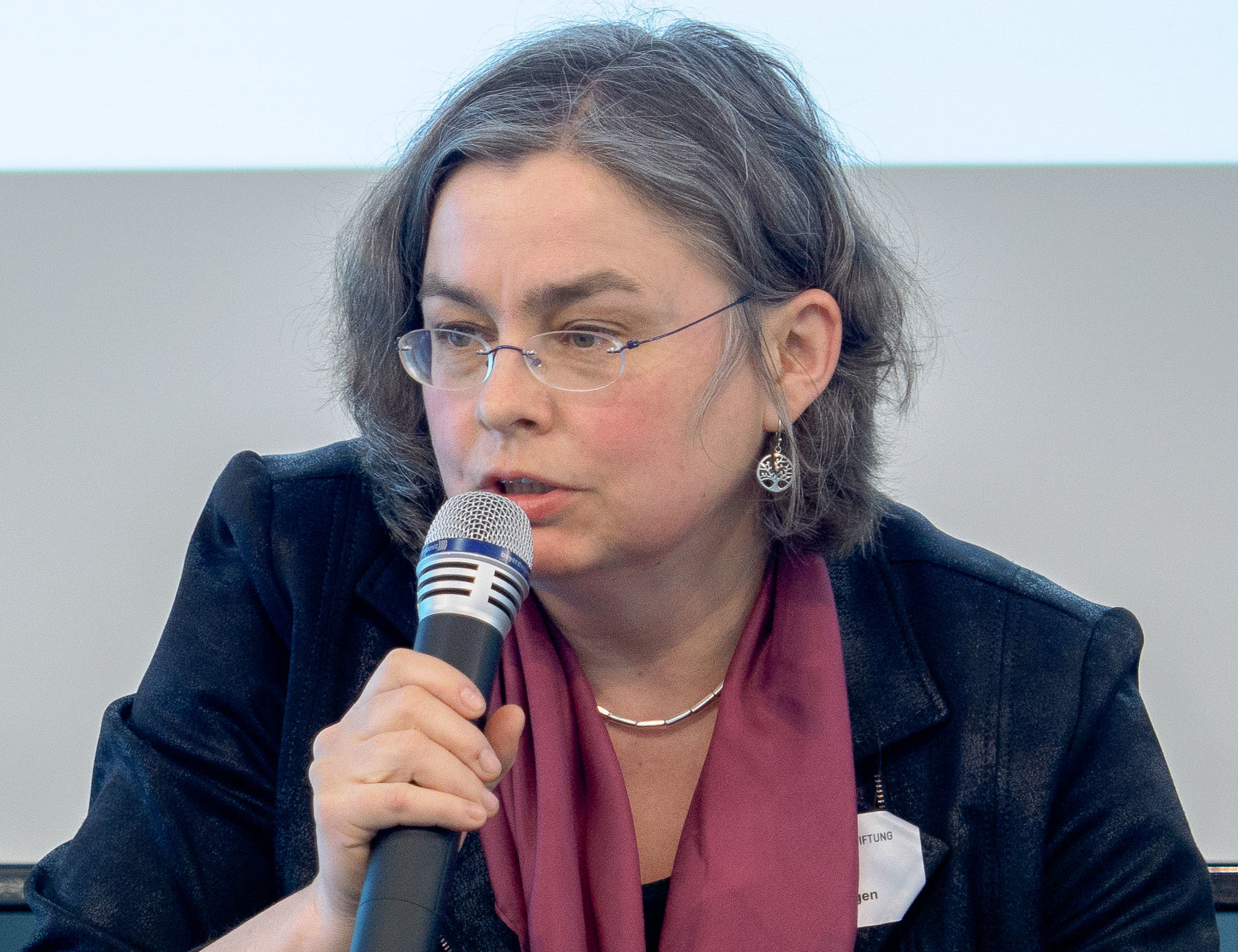
Eva Jähnigen, 2018

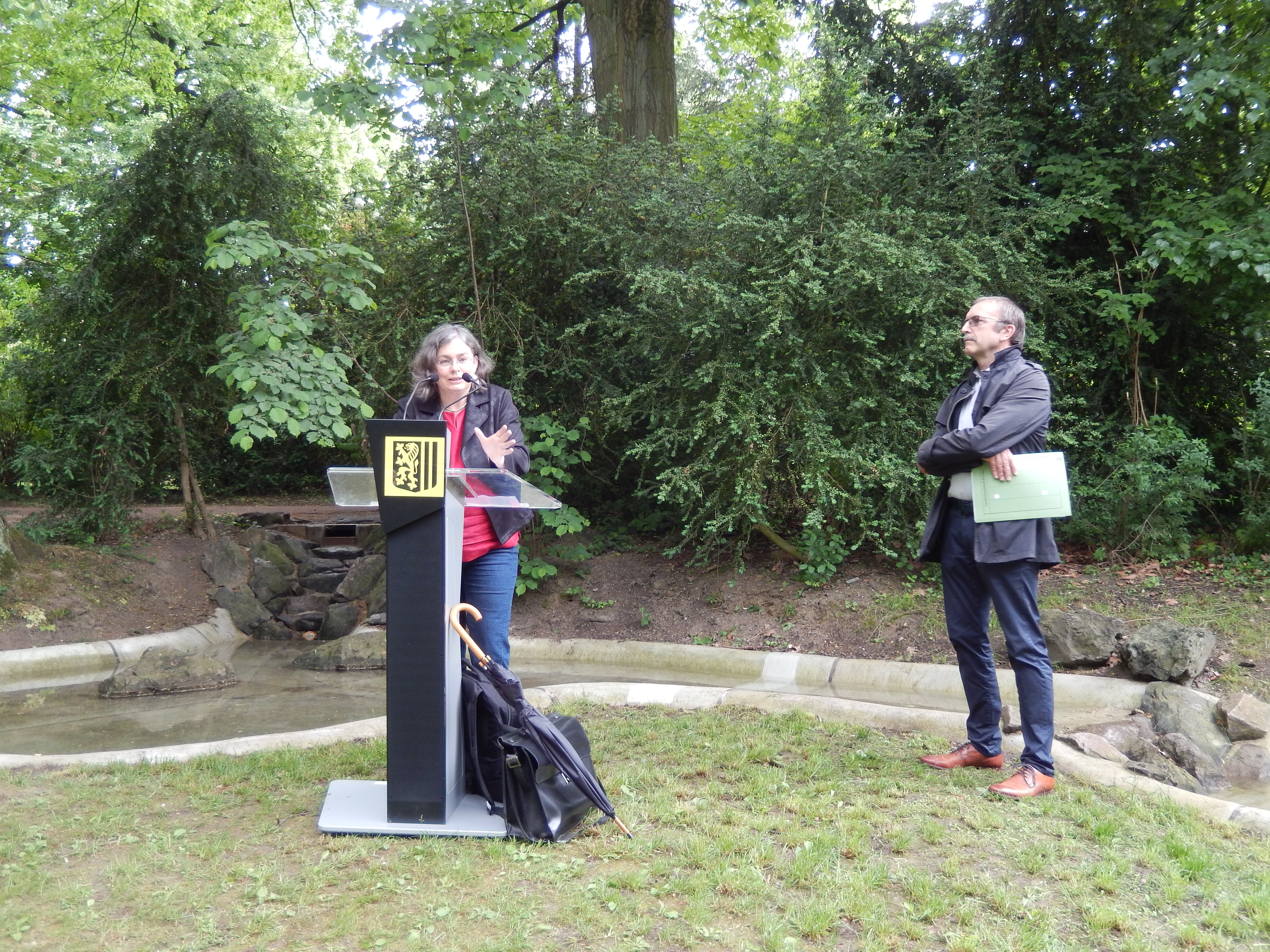
Einweihung der sanierten Teichanlagen im Fichtepark Dresden (15. Mai 2018)

Eva Beate Jähnigen (* 2. November 1965 in Dresden) ist eine deutsche Politikerin (Bündnis 90/Die Grünen) und seit Januar 2023 Zweite Bürgermeisterin der Landeshauptstadt Dresden sowie Beigeordnete für Umwelt und Klima, Recht und Ordnung. Sie war von 2005 bis 2010 Landesvorstandssprecherin ihrer Partei in Sachsen und von 2009 bis 2015 Abgeordnete des Sächsischen Landtags. Von September 2015 bis September 2022 war Jähnigen Beigeordnete für Umwelt und Kommunalwirtschaft in Dresden.

## Leben
Nach ihrer Schulzeit in einer Dresdner POS schloss Jähnigen eine Berufsausbildung mit Abitur zur Werkzeugmacherin ab. Danach arbeitete sie als pflegerische Hilfskraft im Krankenhaus Dresden-Friedrichstadt und qualifizierte sich im Fernstudium zur Krankenschwester. Ab 1991 studierte sie Jura an der TU Dresden und erlangte 2000 nach einem Referendariat in Sachsen das 2. juristische Staatsexamen. 2001 erhielt sie die Zulassung als Rechtsanwältin mit den Schwerpunkten Verwaltungs- und Sozialrecht und gründete mit einem Kollegen eine Anwaltskanzlei.
In den letzten Jahren der DDR durch Probleme der Demokratie, der Umwelt und des Sozialen politisiert, wurden die dadurch entstandenen Kontakte in die unabhängige Friedens- und Bürgerbewegung der DDR zur prägenden Erfahrung. Nach dem Ende der DDR galt ihr Engagement den Themen Umwelt, Bürgerbeteiligung, Stadtentwicklung und Verkehr. Von 1991 bis 2011 war sie ehrenamtliche Stadträtin in Dresden und von 1994 bis 2009 mit kurzen Unterbrechungen Fraktionssprecherin von Bündnis 90/Die Grünen und lange Jahre Mitglied des Umwelt- und des Stadtentwicklungsausschusses. 
2008 kandidierte sie für Bündnis 90/Die Grünen bei der Oberbürgermeisterwahl in Dresden und erzielte 9,88 % der abgegebenen Stimmen, ferner war sie von 2005 bis 2010 Landesvorstandssprecherin ihrer Partei in Sachsen und trat 2010 wegen des zwischenzeitlich erhaltenen Landtagsmandats nicht wieder an.
Von 2013 bis 2015 war sie Sprecherin des Dresdner Stadtverbands von Bündnis 90/Die Grünen und hat in dieser Funktion eine Kooperation aus Linken, Grünen und SPD nach der Kommunalwahl 2014 mit aufgebaut, die die Mehrheit im Dresdner Stadtrat innehat. 
Im 5. Sächsischen Landtags war sie innenpolitische Sprecherin der Fraktion Bündnis 90/Die Grünen. Weitere Schwerpunkte waren Kommunalpolitik, Verkehr sowie Landes- und Regionalentwicklung. Im 6. Sächsischen Landtag wurde sie rechtspolitische Sprecherin ihrer Fraktion und übernahm die Zuständigkeit für Kommunales und Verkehr sowie für Gleichstellung. Zu den Landtagswahlen 2009 und 2014 trat sie jeweils im Wahlkreis um Dresden-Pieschen an (Wahlkreis Dresden 5 bzw. Dresden 7) und zog über die Landesliste der Grünen in den Sächsischen Landtag ein. 
Nach ihrer Wahl zur Umweltbürgermeisterin der Stadt Dresden am 6. August 2015 schied sie am 11. August 2015 aus dem Sächsischen Landtag aus. Am 4. September 2015 wurde sie ins Amt berufen.
Im Januar 2022 wurde Jähnigen von ihrer Partei erneut als Kandidatin zur Oberbürgermeisterwahl in Dresden aufgestellt. Im ersten Wahlgang am 12. Juni 2022 kam sie mit 18,9 % auf das zweitbeste Ergebnis hinter Oberbürgermeister Dirk Hilbert (Unabhängige Bürger für Dresden), der 32,5 % der Stimmen erhielt. Im zweiten Wahlgang unterlag Jähnigen mit 38,3 % gegenüber dem Amtsinhaber Dirk Hilbert, der 45,3 % erhielt.
Im Januar 2023 wurde Jähnigen durch den Dresdner Stadtrat zur Zweiten Bürgermeisterin sowie zur Beigeordneten für den Geschäftsbereich Umwelt und Klima, Recht und Ordnung gewählt.
Jähnigen lebt in Dresden-Trachenberge, ist verheiratet und hat zwei Töchter.